# 구이츠구

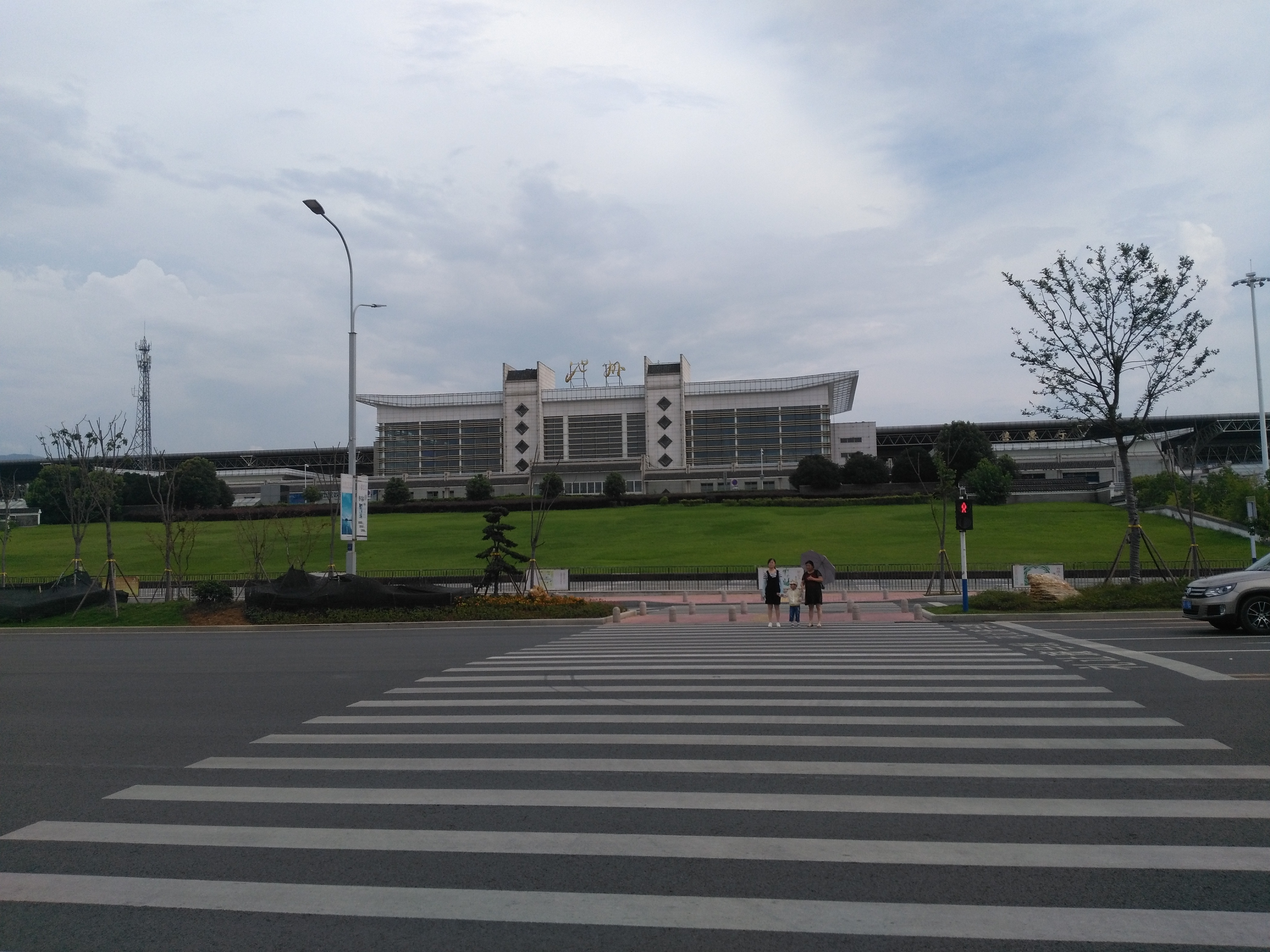

구이츠구(한국어: 귀지구, 중국어: 贵池区, 병음: Guìchí Qū)는 중화인민공화국 안후이성 츠저우 시의 현급 행정구역이다. 넓이는 2432km2이고, 인구는 2007년 기준으로 650,000명이다.

## 행정 구역
8개 가도, 9개 진을 관할한다.
- 가도변사소: 池阳街道, 秋浦街道, 里山街道, 江口街道, 梅龙街道, 马衙街道, 墩上街道, 秋江街道.
- 진: 殷汇镇, 牛头山镇, 涓桥镇, 梅街镇, 梅村镇, 唐田镇, 牌楼镇, 乌沙镇, 棠溪镇.